# تپه سرآب خشکه علیا ۳
تپه سرآب خشکه علیا ۳ مربوط به هزاره سوم و ۲ قبل از میلاد است و در شهرستان کرمانشاه، بخش مرکزی، دهستان بالادربند، ۵۰۰ متری شمال و شمال غرب روستای سرآب خشکه علیا واقع شده و این اثر در تاریخ ۲۶ اسفند ۱۳۸۷ با شمارهٔ ثبت ۲۵۶۱۳ به‌عنوان یکی از آثار ملی ایران به ثبت رسیده است.